# Los del Río
Los del Río son un dúo musical Español, Andaluz integrado por Antonio Romero Monge (Alcalá de Guadaíra, 1948) y Rafael Ruiz Perdigones (Dos Hermanas, 1947), vecinos de la localidad sevillana de Dos Hermanas.

## Trayectoria profesional
Se unieron en 1962, cuando tenían catorce años para participar en el programa "Ronda del Domingo" (Radio Sevilla, Cadena SER).
De la mano de uno de los representantes más importante de la época, Antonio Pulpón, consiguen su primer contrato en la sala de fiestas "El Guajiro" de Sevilla, donde comparten escenario con los más grandes del flamenco, es en 1965 cuando aparecen por primera vez en la televisión nacional, un año más tarde graban su primer disco con Columbia, un EP de cuatro canciones grabado en directo en el Teatro Lope de Vega (Sevilla) y debutan en Madrid en los tablaos flamencos más populares de la época "Las Brujas" y el Corral de la Morería. La discográfica Hispavox en 1968 los premia como "Mejores 1967" editando así su segundo álbum.
En 1969 hacen su primer viaje a América, rumbo a Nueva York para aterrizar en Ciudad de México con la compañía de La Contrahecha, donde cosechan grandes triunfos en la afamada sala "El Dorado". A su regreso de tierras americanas Lola Flores los llama para que comiencen a trabajar en su sala "Caripen", donde se rodean de grandes artistas de la época y celebridades de todo el mundo.
En los años 70 son los pioneros de introducir en discotecas madrileñas, las rumbas y sevillanas, con un éxito sin precedentes donde conquistan a todo tipo de público. Su carrera sigue imparable y se convierten en el grupo de moda de la "High Society" desde altos mandatarios, miembros de la realeza como el rey Juan Carlos I de España o Huséin I de Jordania, pasando por los empresarios más influyentes del país.
Es en los años 80 con éxitos como "Suave", "Me enamore de ti", "Caramelos, pipas y avellanas" y "Guitarra enamorada" cuando logran la consagración como números uno del panorama musical andaluz.
Con motivo de la Exposición Universal de 1992 en Sevilla, graban la canción "Sevilla tiene un color especial" (compuesta por César Cadaval y Miguel Ángel Magüesin), que se convierte en el himno oficioso del evento y tiene una gran repercusión a nivel nacional e internacional, tanto es así, que se ha convertido en una canción emblemática, apareciendo en la película más taquillera de la historia de España: Ocho apellidos vascos
Pero su mayor éxito llegaría en 1993 cuando componen Macarena y que supuso un antes y un después en su carrera. La canción se convirtió en todo un fenómeno social que acabaría traspasando fronteras y generaciones batiendo todos los récords imaginables. En 1996 permanece número 1 en la lista Billboard durante 14 semanas consecutivas. El éxito de "Macarena"  fue acogido en los mayores eventos mundiales; la utilizó Bill Clinton en su campaña a la presidencia de Estados Unidos, los Juegos Olímpicos de Atlanta, la final de la NBA y ese mismo año acuden a la llamada del papa Juan Pablo II para actuar en el concierto de Navidad de Ciudad del Vaticano.
En 1997 fueron los encargados de animar el espectáculo antes del comienzo de la Super Bowl en New Orleans y un año más tarde actúan en la final de la Copa de Europa de fútbol celebrada en Ámsterdam.
En los años siguientes popularizan rumbas como "Sevillanía", "San Serení","El gallo" "Entre dos orillas", "Se te nota en la mirada", "Quisiera ser invisible"o el "Gloria" a la virgen del Rocío e incontable número de sevillanas.
Los del Rio continúan con miles de actuaciones por todo el mundo y una media de un disco por año con las discográficas Hispavox, Columbia, Discofon, Zafiro, BMG-Ariola, Warner Music Group y Universal Music Group.
Han colaborado con un gran número de artistas del panorama musical nacional e internacional entre los que se encuentran Miliki, Lola Flores, Julio Iglesias, Oscar d'León, Rocío Jurado, Montserrat Caballé, Jon Secada, Dyango, André Rieu, Willy Chirino, Gente de Zona o Tyga, entre otros 
Hoy en día Macarena sigue imbatible, en 2021 la revista norteamericana Billboard la ubicó en el puesto número 7 del top 100 de las mejores canciones de todos los tiempos, siendo la canción en español más escuchada y vendida de todo el globo terráqueo, existen más de 4700 versiones de Macarena. Sigue estando de total actualidad, apareciendo en BSO de películas como Hotel Transylvania o videojuego como Fortnite. Recientemente la revista norteamericana Vogue la eligió junto al rapero puertorriqueño Bad Bunny para lanzar su campaña de 2022.
El 26 de Julio de 2025, en el Estadio La Cartuja, participaron en La Velada del Año 5 de Ibai, cantando algunas de sus canciones más famosas como lo es "Macarena".
En la actualidad, Los del Rio con más de 40 discos grabados, reconocidos y premiados mundialmente, con más 100 millones de copias vendidas, 15 millones de discos vendidos, 250 discos de oro y 120 discos de platino, siguen en activo y continúan trabajando con la misma ilusión de siempre.
Han participado en la Nochebuena Andaluza de Canal Sur de los años 1999, 2009 y 2022.

## Discografía
- 1967 - Luces de Sevilla
- 1971 - De Triana al Rocío con Los del Río
- 1972 - Sevillanas y Rumbas
- 1973 - Sevillanas - Rumbas
- 1974 - Sevillanas - Rumbas - Tanguillo y Vals
- 1975 - Sevillanas - Rumbas
- 1976 - Los del Río
- 1978 - Los del Río
- 1981 - Con son de alegría
- 1984 - El Fantasma de tu Nombre
- 1986 - Te Estás Poniendo Viejo, Picoco
- 1987 - ¡¡Qué Verano me estás dando!!
- 1988 - El Mudo
- 1989 - Puerta Grande
- 1990 - Cantemos por Sevillanas
- 1991 - Sabor y... Gloria
- 1992 - Sevilla tiene un Color Especial
- 1992 - Fiesta en Belén
- 1993 - A Mí Me Gusta
- 1994 - El Gallo de Aurora
- 1994 - Entre Dos Orillas
- 1995 - Calentito
- 1996 - Fiesta Macarena
- 1996 - Macarena Dance Party
- 1996 - Macarena Non-Stop
- 1997 - Colores
- 1998 - Viva el Verano
- 1999 - Baila
- 2000 - Tumbaíto, Tumbaíto
- 2002 - Río de Sevillanas
- 2004 - P'alante
- 2008 - Quinceañera Macarena
- 2010 - Mi Gitana
- 2012 - Vámonos Que Nos Vamos
- 2017 - Rio Tropical
- 2019 - Pregón a la Esperanza
- 2020 - Un Rocío Diferente
- 2021 - Dentro de mi Guitarra

## Premios y reconocimientos
- 1968: Premio “Mejores 1967” de Radio España
- 1972: Primer premio “Sevillanísimas” de la Cadena Cope
- 1984: Pasaje “Los del Río” en Dos Hermanas, con motivo de su 25 aniversario
- 1984: Premio Patronato Municipal de Turismo de Sanlúcar de Barrameda
- 1993: Canción del Verano, de Antena 3
- 1995 y 1996: Premio The World Music Awards, de Montecarlo
- 1996: Premio de la Hispanidad en Miami al “Fenómeno Latinoamericano del Año”
- 1996: Premio Coment Der Meienpreis “Von Viva” en Alemania
- 1996: Premio “Lo Nuestro” Tropical Salsa Miami
- 1996: Premio a la Canción Española Más Internacional de la SGAE
- 1996: Los Más Universales de Cadena Ser Sevilla
- 1996 y 1999: Premio Ondas de la Cadena Ser
- 1997: Nombramiento de “Hijos Predilectos” de Dos Hermanas
- 1997: Proclamación del Ayuntamiento de Nueva York como “Día de Macarena” el 14 de febrero
- 1997: “Gran Manzana de Oro” del Ayuntamiento de Nueva York
- 1997: Latin Award BMI
- 1998: Colocación de la estrella en el Bulevar de las Estrellas de Marbella
- 1999: Premio de la SGAE a la canción hispana más vendida, difundida y bailada en el mundo durante los años 1996 y 1997
- 1999: Micrófono de Oro de la Cadena Ser de Sevilla a la canción más notable de la historia de la música española
- 2001: Reconocimiento “Españoles Universales” de la Cámara de Comercio de España en Estados Unidos, por la venta de más de 100 millones de copias de Macarena.
- 2003: Medalla de Oro al Mérito en el Trabajo concedida por el Ministerio de Trabajo de España
- 2003: Inauguración en Sevilla de una glorieta con el nombre “Los del Río”
- 2004: Medalla de Oro de la Junta de Andalucía.[3]
- 2004: El Ayuntamiento de Dos Hermanas decide que el auditorio de la localidad pase a llamarse "Auditorio Los del Río"
- 2008: Concesión de las Llaves del condado de Miami
- 2013: Medalla de Oro de la Ciudad de Sevilla.[4]
- 2014: Premio Ondas a la trayectoria
- 2015: Premio AIE artistas universales
- 2015: Cruz al mérito de la Guardia Civil distintivo blanco
- 2017: Grammy Latino a la excelencia musical
- 2021: Medalla de Oro de la música Grupo arte y cultura
- 2021: Premio Radiolé
- 2021: Favoritos 2021 por Sevilla Magazine